# Psalidodon powelli
Psalidodon powelli es una especie de pez de agua dulce del género Psalidodon, cuyos integrantes son denominados comúnmente mojarras o mojarritas. Habita en ambientes acuáticos templados del centro-oeste de Sudamérica.   

## Taxonomía
Descripción original
Esta especie fue descrita originalmente en el año 2017 por los ictiólogos Guillermo Enrique Terán, Cristina I. Butí y Juan Marcos Mirande.
Localidad tipo
La localidad tipo referida es: “cabeceras del río Sucuma, aguas arriba de la presa de Dos Afluentes, en las coordenadas: 28°14′21″S 65°22′45″O / -28.23917, -65.37917 y a una altitud de alrededor de 800 msnm, cuenca endorreica  del río Las Tunas, departamento El Alto, Catamarca, Argentina”.
Holotipo
El ejemplar holotipo designado es el catalogado como: CI-FML 6797; se trata de un espécimen macho adulto el cual midió 52,3 mm de longitud estándar. Fue capturado por Cristina I. Butí el 22 de junio de 2015. Se encuentra depositado en la colección de ictiología de la Fundación Miguel Lillo (CI-FML), ubicada en la ciudad de San Miguel de Tucumán, capital de la provincia argentina homónima.
Paratipos
Los paratipos totalizaron 40 ejemplares; el mayor alcanzó 60,2 cm de longitud estándar. Fueron catalogados como CI-FML 6798; poseen los mismos datos de colecta y depósito que el holotipo.
Etimología
Etimológicamente, el término genérico Psalidodon se construye con palabras en el idioma griego, en donde: psali  forma diminutiva de psalis, significa ‘tijeras’ y odon es ‘dientes’. El epíteto específico powelli es un sustantivo genitivo epónimo, ya que refiere al apellido de la persona a quien fue dedicada, el difunto paleontólogo Jaime Eduardo Powell.
Caracterización y relaciones filogenéticas
Es posible reconocer a Psalidodon powelli de sus congéneres por poseer una combinación de caracteres propia, entre las que se encuentran: el presentar una extendida y verticalmente elongada mancha humeral y no presentar circuli en el sector posterior de las escamas ni diente en el maxilar. Otros rasgos destacados son un ojo relativamente pequeño, diferencias en los radios ramificados de la aleta anal, en la longitud cefálica, en el número de escamas perforadas que presenta la línea lateral, en las escamas transversas, además de particularidades en el dentario, el que exhibe dientes que decrecen de manera abrupta.

## Distribución y hábitat
Psalidodon powelli se distribuye en el noroeste de la Argentina, al sudeste de la provincia de Catamarca, en el departamento El Alto. 
Es endémico de las cabeceras del río Sucuma, uno de los colectores pertenecientes a la cuenca del río Las Tunas. Dicho curso fluvial conforma un sistema endorreico, en el cual esta especie es el único pez exclusivo.
Es un río que discurre en un ambiente montañoso; presenta aguas claras con alta velocidad de flujo y lecho de piedras. El biotopo cuenta con abundante vegetación acuática, entre las que se encuentran: gramíneas, Myriophyllum aquaticum, Hydrocotyle ranunculoides, Azolla filiculoides, algas verdes, etc.
Ecorregionalmente este pez constituye un endemismo de la ecorregión de agua dulce Mar Chiquita-Salinas Grandes.

## Conservación
Si bien el tramo inferior del sistema fluvial del cual es endémico sufre fuerte presión antrópica, con canalizaciones para la utilización de sus aguas para satisfacer demandas urbanas y agrícolas, el tramo superior no posee mayores amenazas, por lo que los descriptores de Psalidodon powelli recomendaron que sea clasificada como una especie bajo “preocupación menor” (LC) según los requerimientos descritos por la organización internacional dedicada a la conservación de los recursos naturales Unión Internacional para la Conservación de la Naturaleza (IUCN) para utilizar en su obra: Lista Roja de Especies Amenazadas.